# Bílá Hlína
Obec Bílá Hlína (německy Weißleim) se nachází v okrese Mladá Boleslav, kraj Středočeský. Rozkládá se asi čtrnáct kilometrů severně od Mladé Boleslavi a pět kilometrů západně od města Mnichovo Hradiště. Žije zde 115 obyvatel.

## Historie
První písemná zmínka o obci pochází z roku 1748.

### Územněsprávní začlenění
Dějiny územněsprávního začleňování zahrnují období od roku 1850 do současnosti. V chronologickém přehledu je uvedena územně administrativní příslušnost obce v roce, kdy ke změně došlo:
- 1850 země česká, kraj Jičín, politický okres Mladá Boleslav, soudní okres Mnichovo Hradiště[4]
- 1855 země česká, kraj Mladá Boleslav, soudní okres Mnichovo Hradiště[4]
- 1868 země česká, politický i soudní okres Mnichovo Hradiště[4]
- 1939 země česká, Oberlandrat Jičín, politický i soudní okres Mnichovo Hradiště[5]
- 1942 země česká, Oberlandrat Praha, politický okres Mladá Boleslav, soudní okres Mnichovo Hradiště[6]
- 1945 země česká, správní i soudní okres Mnichovo Hradiště[7]
- 1949 Liberecký kraj, okres Mnichovo Hradiště[8]
- 1960 Středočeský kraj, okres Mladá Boleslav[9]

## Doprava
Silniční doprava
Obcí prochází silnice II/268 Mimoň – Ralsko – Bílá Hlína – Mnichovo Hradiště – Horní Bousov, vzdálenost z obce do Mnichova Hradiště je 4 km.
Železniční doprava
Železniční trať ani stanice na území obce nejsou. Nejblíže obci je železniční stanice Mnichovo Hradiště ve vzdálenosti 4,5 km ležící na trati 070 v úseku z  Mladé Boleslavi do Turnova.
Autobusová doprava
V obci měly zastávku v pracovních dnech května 2011 autobusové linky Mladá Boleslav-Mnichovo Hradiště-Mimoň (3 spoje tam i zpět) a Mnichovo Hradiště-Dolní Krupá-Rokytá (4 spoje tam, 5 spojů zpět) (dopravce TRANSCENTRUM bus, s.r.o.)

## Fotogalerie

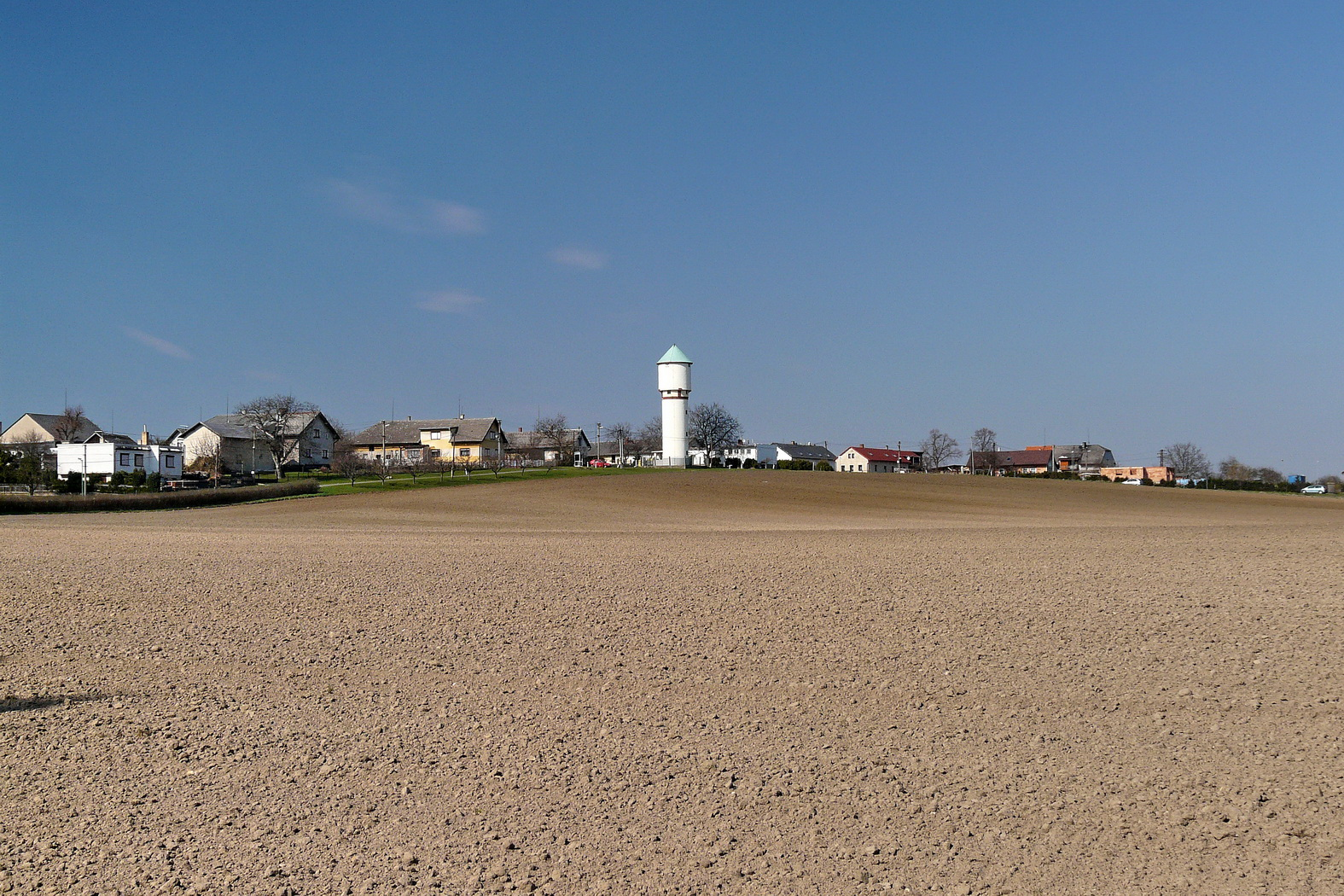
celkový pohled přes pole
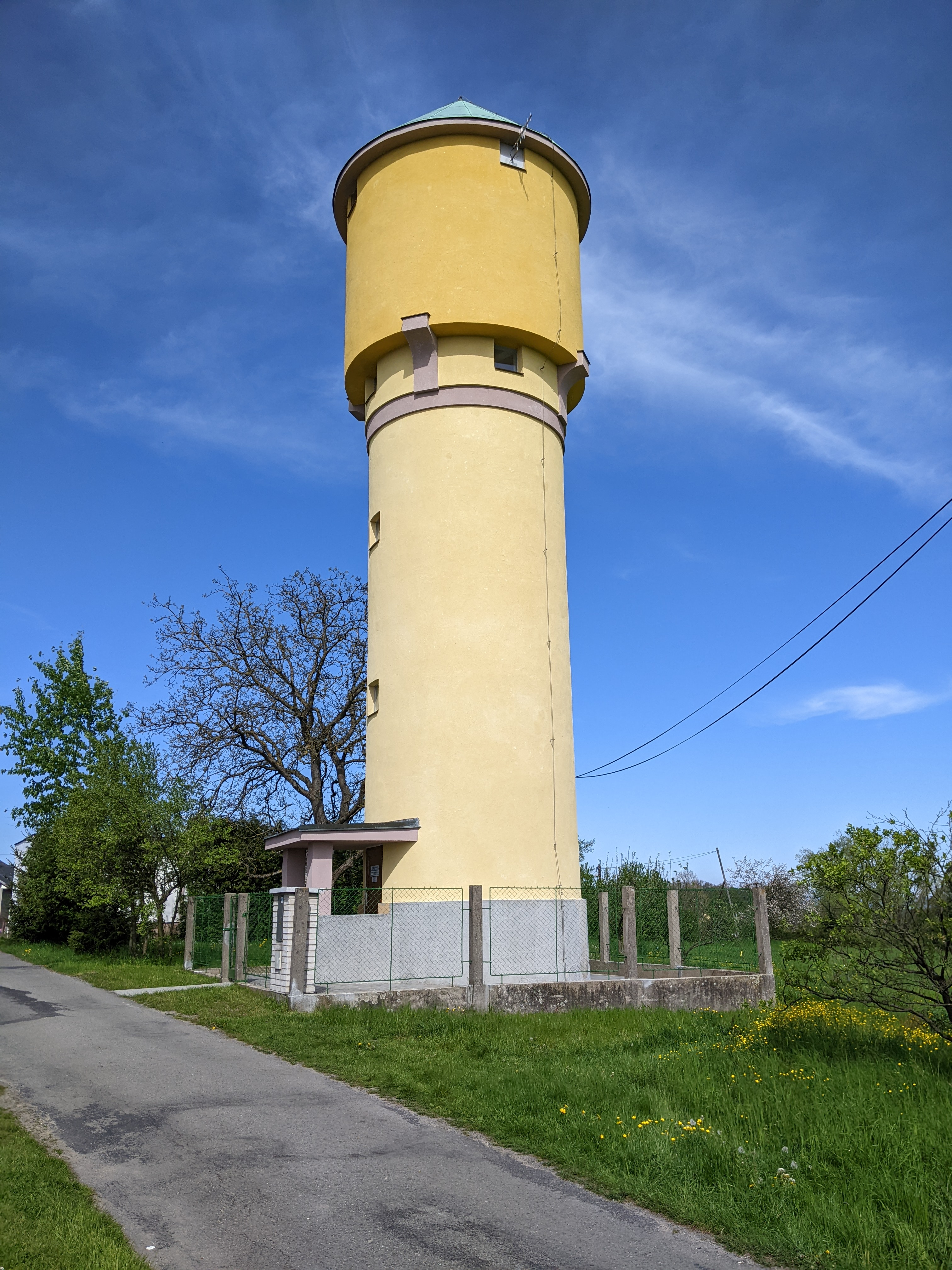
vodojem - dominanta obce
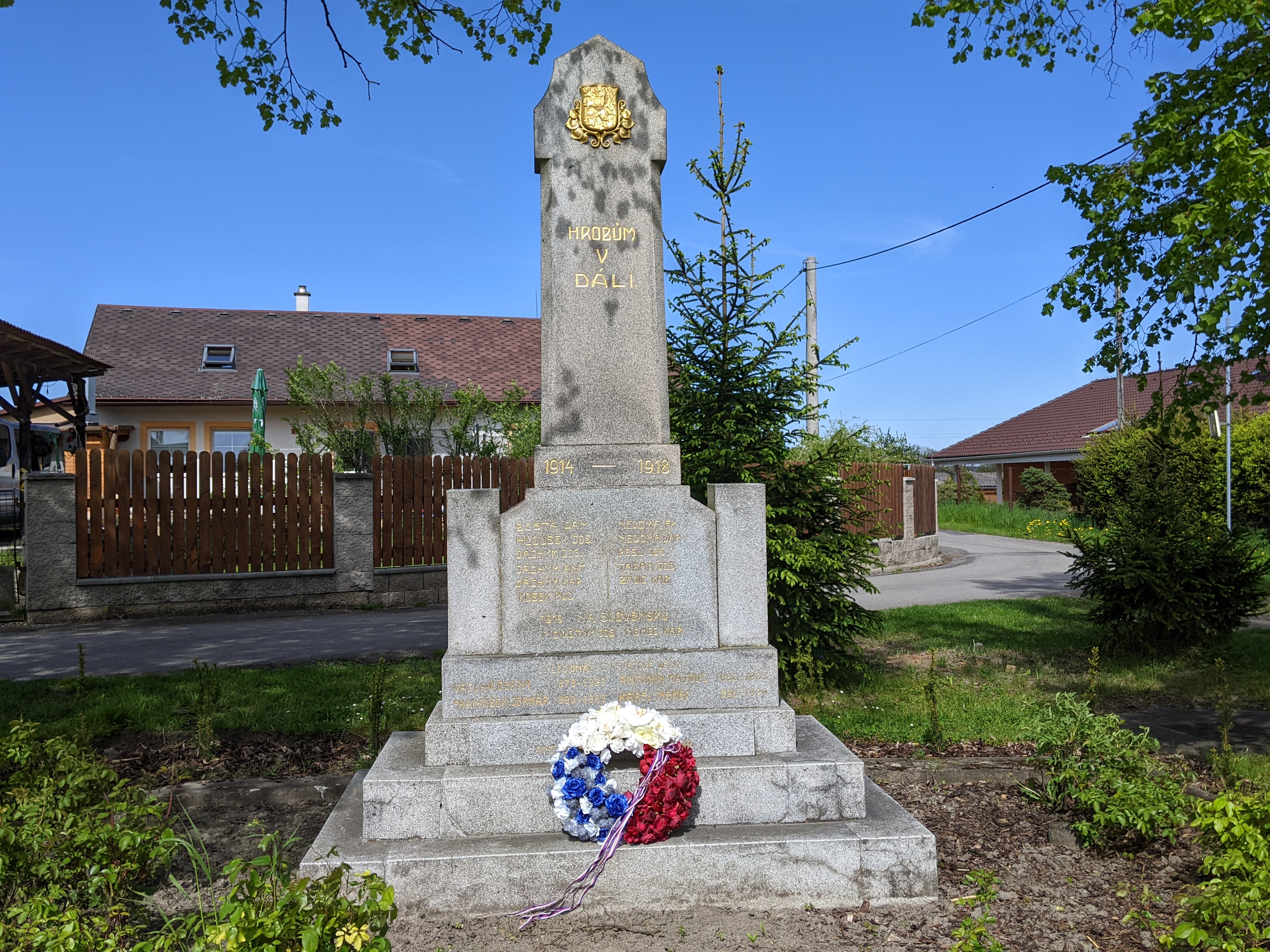
pomník padlým